# دیویا اونی
دیویا اونی (به انگلیسی: Divyaa Unni) (زاده ۲ سپتامبر ۱۹۸۱) بازیگر سابق و رقصنده هندی است.
از کارهای معروف او می‌توان به بازی در فیلم راه شیری اشاره کرد.

## فیلم‌شناسی
فهرست برخی از فیلم‌هایی که دیویا اونی در آن‌ها به ایفای نقش پرداخته‌است:
- حقیقت (۱۹۹۸)
- دوستان (۱۹۹۹)
- راه شیری (۱۹۹۹)
- مارکوس آنتونیوس (۲۰۰۰)
- راه شیری ۲ (۲۰۱۹)